# Terebellides bisetosa
Terebellides bisetosa är en ringmaskart som beskrevs av Hartmann-Schröder 1965. Terebellides bisetosa ingår i släktet Terebellides och familjen Trichobranchidae. Inga underarter finns listade i Catalogue of Life.